# Boraras brigittae
Espèce
Boraras brigittae, le rasbora moustique, est une espèce de poissons d'eau douce de la famille des Cyprinidae.

## Localité
Boraras brigittae est endémique de Bornéo et plus précisément du sud-ouest de Bornéo. Les spécimens types ont été collectés semble-t-il à Banjarmasin, une ville portuaire dans la province indonésienne de Kalimantan Sud (Kalimantan Selatan).

## Taille
Boraras brigittae est une petite espèce dont la taille maximale est comprise entre 3 et 3,5 centimètres.

## Description
Boraras brigittae possède un corps assez aplati latéralement, allongé et peu haut. Les nageoires dorsales, pelviennes et anales sont de forme triangulaire et légèrement en pointe à leur extrémité. La nageoire caudale est en forme de croissant avec les lobes se terminant en pointe. Boraras brigittae possède un fond de coloration brun/orangé avec le bord externe des écailles sombre (grisâtre/noirâtre) et une bande longitudinale plus sombre, de couleur noire et aux reflets (pailletés) bleutés, violets ou verts et même rosés, suivant l'humeur des spécimens et suivant l'intensité de l'éclairage est présente le long du corps. Les reflets étant nettement plus appréciables lorsque la luminosité est assez faible. Cette dernière commence légèrement en arrière de l'opercule et se termine à l'entrée du pédoncule caudal. La coloration orange vif est présente chez Boraras brigittae principalement autour de la bande longitudinale, la surligne et déborde sur la base de la nageoire caudale, ainsi que sur la partie basse des flancs, derrière la partie ventrale qui est, elle, de couleur blanchâtre. Un bon premier tiers de cette bande est toujours plus épais et bien marqué, de sa base jusqu'au niveau de la nageoire dorsale, où comme une vague se crée pour se finir plus finement. Enfin, un fin liseré sombre (noir) surligne la coloration orange vif situé sur ce premier tiers plus épais, de l'opercule jusqu'en arrière de la nageoire dorsale, mais peut parfois être très difficilement observable (suivant l'humeur des individus). Les nageoires dorsales, pelviennes et anales sont transparentes/translucides avec de la pigmentation orange vif presque rouge sur environ la moitié de leur hauteur et englobe la base des deux ou trois premiers rayons durs plus sombres (noirs). Ces dernières se terminant donc à leur extrémité sans pigmentation. Il arrive parfois en aquarium de voir des spécimens posséder cette pigmentation orange vif presque rouge sur la pointe des premiers rayons durs de la nageoire dorsale du fait d'une extrême dominance probablement inexistante en milieux naturels et dû à des jeux de dominances excessifs et continuels. Les deux ou trois premiers rayons durs externes de chacun des lobes de la nageoire caudale sont également sur environ la mi-longueur, successivement pigmentés de noir puis d'orange vif presque rouge. Une tache sombre (noire) est présente en arrière du pédoncule caudal et déborde parfois sur la nageoire caudale, en fonction des spécimens. Les nageoires pectorales sont translucides. Toute la partie de l'ouïe est sanguine. L’œil est de couleur sombre (gris/noir) avec des reflets jaune brillant dans sa partie supérieure.

## Dimorphisme
Boraras brigittae est une espèce qui possède notamment un dimorphisme touchant la coloration des spécimens adultes. Dimorphisme de coloration très simplement observable et identifiable à maturité. En effet, le mâle possède un fond de coloration plus soutenu, plus marqué que la femelle qui reste plus claire et plus pâle. De plus, la femelle atteint une taille adulte légèrement supérieure à celle du mâle et possède un ventre plus rebondi et de couleur blanchâtre, très simplement observable lorsqu'elle est gravide et prête à pondre. Le mâle possède une ligne plus svelte avec donc le ventre plat et la bande longitudinale cuivrée plus large. Toutes les nageoires du mâle sont plus en pointe et toujours bien colorées, plus encore en période de reproduction.

## Un poisson miniaturisé
La taille adulte des petites espèces du genre Boraras est une évolution connue de miniaturisation. En effet, cette miniaturisation se caractérise par une première maturité sexuelle à une taille caractéristiquement réduite de moins de 2 centimètres. Chez les Cyprinidae le phénomène est assez rare puisqu'il se produit à de multiples reprises sur l'ensemble des genres Barboides, Danionella, Microdevario, Microrasbora, Horadandia, Boraras, Paedocypris, Sawbwa et Sundadanio, ainsi que sur quelques espèces des genres Danio, Laubuca et Rasbora qui représentent de ce fait des taxons miniaturisés. Toutes les espèces des genres précédents qui possèdent ces miniaturisations, montrent majoritairement une préférence pour les habitats aux eaux calmes et pauvres en nutriments, le plus souvent des marécages à tourbes forestiers.
Les Cyprinidae miniaturisés présentent une structure anatomique qui peut être assez variable suivant les espèces et qui est regroupée en deux principes, mais dont certaines possédant des caractéristiques de miniaturisations avec des intermédiaires de quelques degrés. Le premier regroupe les espèces qui ont fui les bancs de leurs géniteurs plus grands bien que proportionnelle. Le second regroupe les espèces qui ont arrêté leur développement anatomique de telle sorte qu'ils ressemblent toujours à une forme larvaire (Danionella et Paedocypris). Ces espèces sont en principe connues pour être dénommées, espèce au "développement tronqué" ou espèce "paedomorphique". Les scientifiques pensent que ses espèces ont évolué à travers un processus connu sous le nom de "Paedomorphosis progenetic", c'est-à-dire provoqué par une maturation accélérée. Elles présentent le plus souvent une structure simplifiée du squelette et sont dites être des espèces aux particularités (spécificités) morphologiques. Britz et al. (2009) considèrent que les troncatures de développement ont favorisé l'émergence de ces nouvelles espèces "en libérant de grandes parties du squelette des contraintes de développement, en dissociant le parcours développemental lié d'où il résulte la création d'un plus grand potentiel pour des changements plus spectaculaires".

## Maintenance
Boraras brigittae peuple les ruisseaux et rivières d'eau noire et associés des marais à tourbe de forêt ancienne. L'eau brune de ce type d'habitat est due à la libération des tanins et autres produits chimiques par la décomposition des matières organiques du substrat comme les feuilles mortes, branchages et brindilles. En résulte une eau très douce et acide avec une teneur ph pouvant atteindre les 4. En aquarium, pour la maintenance et la reproduction le ph sera acide, compris entre 4,5 et 6,5. La valeur ph 7 (neutre) est celle le plus souvent utilisée chez les revendeurs traditionnels, mais c'est une eau transitoire, c'est-à-dire qu'il est impératif chez le particulier, de redonner des valeurs ph adéquat à ses pensionnaires et à l'espèce une fois introduits dans ses bacs. L'acclimatation est également très importante, un fin goutte à goutte d'une durée d'environ 2 heures est indispensable car Boraras brigittae (et Boraras) peut être assez sensible à de trop forts changements de caractéristiques physico-chimiques. La température variera entre 23 et 25 °C. Boraras brigittae est une toute petite espèce de poissons au comportement grégaire, c'est-à-dire à maintenir en petit groupe d'au moins 5 à 6 individus, et dans un aquarium d'une contenance minimale de 30 litres. Boraras brigittae est comme un certain nombre d'autres petites espèces du même genre : Boraras urophtalmoides, Boraras maculatus, Boraras merah, Boraras sp., mais aussi d'autres genres et espèces, Barboides gracilis (Afrique), Hyphessobrycon amandae (Amérique) et par exemple Rasboras vaterifloris, Rasbora rubrodorsalis, Microrasbora galaxia, Microdevario kubotai, Danio erythromicron, Sundadanio axelrodi (Asie) etc., une des espèces phares et très tendance de la mode nano-aquarium. Boraras brigittae fait donc partie de ses petites espèces phares que l'on a la possibilité de maintenir en très petits aquariums, d'une contenance souvent inférieure à 35 litres. Le plus souvent Boraras est maintenu dans ses petits volumes pour peupler la pleine eau et en compagnie des toutes aussi tendance petites crevettes, écrevisses et escargots, telles que respectivement : les Caridina (2,5 à 3 centimètres), les Cambarellus (3 à 4 centimètres) et autre Tylomelania, Clithon, Planorbes et Physes, peuplant eux la zone inférieure et le substrat (le sable, mais aussi les roches, racines et plantes). Du fait de sa taille miniature, Boraras brigittae n'est pas une espèce la plus adaptée pour une maintenance en grand aquarium communautaire et donc avec des espèces de tailles supérieures à 5 ou 6 centimètres. En revanche, même si Boraras brigittae possède les caractéristiques pour être maintenu dans les nano-aquariums tendances, il est bon de savoir que l'espèce ne vit pas dans de simples trous d'eau ou petites mares, mais qu'elle possède une aire de répartition de plusieurs centaines de kilomètres carrés et qu'il est donc préférable d'optimiser sa maintenance en lui offrant des environnements plus grands qu'une trentaine de litres pour la maintenir en groupe de plus d'une dizaine d'individus. Les comportements typiques de Boraras brigittae n'en ressortiront que mieux dans ces conditions et un assez grand choix d'autres espèces miniatures et potentiellement associables est citée plus haut. On évitera toute colocation avec les autres espèces du même genre (Boraras) car le risque d'hybridation est très élevé.

## Alimentation
Boraras brigittae est carnivore et semble être un micro-prédateur dans son milieu, se nourrissant de petits insectes, vers, crustacés et autres zooplancton. En aquarium, Boraras brigittae accepte donc une alimentation fraiche (vivante et congelée) comme des jeunes artémias, daphnies, collemboles, cyclopes, petits gammares, drosophiles, vers de vase et autres petits ostracodes et petites proies adaptées à sa gueule. Évidemment, alterner ses nourritures fraiches avec des nourritures sèches et lyophilisées comme des petits flocons, poudres ou granulés adaptés à sa gueule est indispensable, afin d'éviter toute carence. Enfin, les plantes touffues du genre mousse de Java ou Ceratophyllum demersum qui offrent la possibilité d'être picorées de leurs jeunes pousses tendres et autres algues qui peuvent s'y accrocher et animalcules qui s'y réfugient est vivement recommandé.

## Reproduction
Boraras brigittae est un pondeur d’œufs coulants, le couple ne défend pas de territoire en période de reproduction. Boraras brigittae possède un mode de reproduction qui est très similaire à celui des rasboras comme Trigonostigma heteromorpha (ou Tanichhys albunobes) ou autres petits Characidae d'Amérique (Hemigrammus erythrozonus, Hyphessobricon serpae etc). C'est avec de multiples parades toutes nageoires déployées devant la femelle que le mâle décide cette dernière à pondre. Le couple se faufilera alors dans les frayères ou vers un lieu de ponte choisi (mousse de Java, tourbes ou à même le sol), se rapprocheront parallèlement de façon à mettre presque en contact leurs organes de reproduction et de manière à pouvoir fertiliser les œufs presque instantanément une fois pondus. Les séquences de pontes et de fertilisations se répètent plusieurs fois et les œufs fécondés s'enfouiront dans le substrat pour incuber environ 48 heures. La femelle peut pondre jusqu'à une cinquantaine d’œufs.

## Différenciation et reconnaissance des espèces du genreBoraras
Le genre Boraras regroupant des espèces aux tailles et livrées similaires, la description de quelques points de caractère pour les différencier s'impose. Globalement il semble que les espèces de Malaisie, Boraras brigittae (espèce citée), Boraras maculatus et Boraras merah possèdent un corps plus svelte, allongé et mince que les espèces d'Indonésie, Boraras urophtalmoides, Boraras micros et Boraras sp. "Tailand". Voici cependant quelques points, plus en détail :
- Boraras urophtalmoides se distingue de Boraras brigittae par : une taille légèrement inférieure à l'âge adulte (entre 2,5 et 3 centimètres) ; une coloration de fond plus terne brun/orangé/verdâtre et par l'épaisseur du premier tiers de la bande longitudinale (de l'ouïe jusqu'au niveau de la nageoire dorsale) plus épaisse chez Boraras brigittae ; Boraras urophtalmoides est dite l'espèce la plus fréquemment confondu avec Boraras brigittae à cause de cette bande longitudinale sombre et c'est surement l'espèce le plus souvent mélangée en bac de vente des revendeurs.
- Boraras maculatus se différencie de Boraras brigittae par : la présence d'une tache sombre sur chacun des flancs, contre une bande longitudinale sombre chez Boraras brigittae ; Boraras maculatus mesure une taille similaire à Boraras brigittae.
- Boraras merah se distingue de Boraras brigittae par : une taille légèrement inférieure à l'âge adulte (entre 2 et 2,5 centimètres) ; la présence de marques sur le corps, mais sans jamais former une bande longitudinale complète ; Boraras merah est en fait l'espèce ce rapprochant le plus avant maturité complète et particulièrement difficilement différentiable de Boraras brigittae, du fait que cette dernière possède souvent de simples taches sur corps, similaires à Boraras merah lorsqu'il n'a pas atteint sa taille définitive.
- Boraras micros se différencie de Boraras brigittae par : une taille légèrement inférieure à l'âge adulte (environ 2 centimètres) ; une tache sombre partiellement surlignée d'orange vif presque rouge sur chacun des flancs.
- Boraras sp. "Thaïlande" (Boraras naevus) se distingue de Boraras brigittae par : une taille légèrement inférieure à l'âge adulte (entre 2,5 et 3 centimètres) ; une coloration de fond plus terne (pâle), brun/orangé ; la présence d'une tache sombres sur chacun des flancs.

## Statut de protection
Même si Boraras merah et autres espèces du genre Boraras ne sont pas inscrits sur la liste rouge IUCN d'espèces menacées, il est important de savoir qu'une grande partie de l'Asie du sud et donc des milieux de vie (biotopes) de Boraras brigittae (et Boraras) sont très sérieusement menacés. Sur l'île de Bornéo et pour Boraras brigittae, c'est principalement le caoutchouc et les plantations de palmier à l'huile qui détériorent dramatiquement son habitat, mais également le développement incessant des activités humaines. En aquarium il est donc indispensable de maintenir ce genre et Boraras brigittae dans les meilleures conditions possibles, afin de le reproduire et de le diffuser de manière exemplaire.